# میستژویتسه
میستژویتسه (به لاتین: Mistrzewice) یک روستا در لهستان است که در گمینا مووجشن واقع شده‌است.